# Joachim Herrmann (Prähistoriker)
Joachim Herrmann (* 19. Dezember 1932 in Lübnitz; † 25. Februar 2010 in Berlin) war ein deutscher Prähistoriker und Wissenschaftsorganisator.

## Leben
Der Sohn eines Müllers wuchs im Fläming auf und besuchte in seinem Geburtsort Lübnitz bei Belzig die zweistufige Dorfschule. Sein Abitur machte er am Gymnasium in Belzig. Er studierte von 1951 bis 1955 an der Humboldt-Universität zu Berlin Geschichte, Archäologie, Ethnografie und Geologie, wo er 1958 seine Dissertation zum Thema Die vor- und frühgeschichtlichen Wehranlagen Groß-Berlins und des Bezirkes Potsdam vorlegte. 1954 trat er in die SED ein. 1956 wurde Herrmann wissenschaftlicher Assistent am Institut für Vor- und Frühgeschichte der Deutschen Akademie der Wissenschaften, 1960 wissenschaftlicher Oberassistent. 1964 wurde er schließlich wissenschaftlicher Arbeitsleiter. Die Habilitation Herrmanns erfolgte im Dezember 1965 mit einer Arbeit zum Thema Siedlung, Wirtschaft und gesellschaftliche Verhältnisse der slawischen Stämme zwischen Oder/Neiße und Elbe. Eine Untersuchung auf Grundlage archäologischen Materials. Er führte wichtige Ausgrabungen an frühmittelalterlichen Burganlagen etwa in Berlin-Köpenick, in Ralswiek auf Rügen und in der Mittelmark durch.
Etwas überraschend wurde der gerade einmal 36-jährige Herrmann 1969 nicht nur zum Professor an der Akademie ernannt (die mittlerweile Akademie der Wissenschaften der DDR hieß), sondern auch an die Spitze ihres neu geschaffenen Zentralinstituts für Alte Geschichte und Archäologie berufen. Herrmann bekam diese Position nicht nur wegen seiner fachlichen Leistungen, sondern auch wegen seiner Unterstützung des sozialistischen Systems der DDR. So ist es kein Wunder, dass viele seiner Forschungsbeiträge Bezüge zu Karl Marx, Friedrich Engels und Lenin und deren Werk aufweisen, wie nicht selten auch bei anderen ostdeutschen Archäologen. Herrmann war auch wegen seiner Aufgaben als Wissenschaftsorganisator ein äußerst produktiver Herausgeber und Autor.
In der Nachbetrachtung erscheint Herrmann als ambivalente Figur. Zum einen wurde unter seiner Führung das Zentralinstitut für Alte Geschichte und Archäologie zum wichtigsten Forschungsinstitut der DDR in Bezug auf alle Altertumswissenschaften. Hier wurden nahezu alle wichtigen Forschungsprojekte angesiedelt, sei es das Corpus Inscriptionum Latinarum, die Inscriptiones Graecae oder die Prosopographia Imperii Romani. Abgesehen von der prähistorischen Forschung wurden in der DDR international wichtige Leistungen auf diesen Gebieten im Rahmen größerer Forschungsprojekte fast nur noch durch das Zentralinstitut für Alte Geschichte und Archäologie erbracht. Darüber wachte Joachim Herrmann. So setzte er beispielsweise durch, dass im Philologus nur noch ostdeutsche Wissenschaftler als Herausgeber fungieren durften. Auch hatten es Wissenschaftler schwer, unter ihm Karriere zu machen, die unangenehm aufgefallen oder nicht Mitglied der SED waren. Auf der anderen Seite ließ er auch manchmal Freiräume für die Wissenschaftler zu. So hatte er ein Einspruchsrecht bei allen Artikeln, die in Fachzeitschriften wie beim Philologus, Klio und anderen gedruckt werden sollten. Er nutzte dieses Recht beim Philologus beispielsweise nur ein einziges Mal. Auch in anderen Bereichen stellte er die Wissenschaft über die Politik. So war Westberlin in vielen von ihm betreuten Arbeiten kein weißer Fleck auf der Landkarte, sondern die dortigen Forschungsergebnisse wurden eingearbeitet.
Herrmann war nicht nur in der DDR hoch angesehen. 1971 wurde Herrmann der Nationalpreis der DDR, II. Klasse verliehen, 1981 die Auszeichnung Held der Arbeit. 1972 wurde er korrespondierendes, 1974 ordentliches Mitglied der Akademie der Wissenschaften der DDR, 1982 Mitglied des Deutschen Archäologischen Instituts. 1985 wurde er Mitglied des Büros des Weltverbandes der Historiker Comité International des Sciences Historiques (CISH), seit September 1990 war er hier sogar der einzige deutsche Vertreter. Von 1986 bis 1990 war Herrmann Präsident der Urania und gegen Ende der DDR Mitglied des Präsidiums der Historiker-Gesellschaft der DDR. 1990 wurde er Mitglied der Ukrainischen Akademie der Wissenschaften, 1993 der Leibniz-Sozietät, wo er von 1993 bis 2009 Sekretar der Klasse Sozial- und Geisteswissenschaften war. Die Universität Athen verlieh ihm 1990 die Ehrendoktor-Würde. 2009 wurde ihm von der Leibniz-Sozietät die Daniel-Ernst-Jablonski-Medaille verliehen. Herrmann erlag einem Krebsleiden.
Er war mit der August-Bebel-Biografin und Historikerin Ursula Herrmann (1932–2019) verheiratet.

## Schriften (Auswahl)
- Die vor- und frühgeschichtlichen Wehranlagen Groß-Berlins und des Bezirkes Potsdam. ohne Ort [1958], DNB 480736545, OCLC 720444820 (ungedruckte Dissertation).
- Kultur und Kunst der Slawen in Deutschland von 7. bis 13. Jahrhundert. Herausgegeben aus Anlass des Internationalen Kongresses für Slawische Archäologie in Warschau. Institut für Vor- und Frühgeschichte Berlin 1965.
- mit Karl-Heinz Otto (Hrsg.): Siedlung, Burg und Stadt (= Deutsche Akademie der Wissenschaft zu Berlin: Schriftenreihe der Sektion für Vor- und Frühgeschichte, Band 25), Berlin 1969
- Zwischen Hradschin und Vineta. Frühe Kulturen der Westslawen. Urania, Leipzig-Jena-Berlin 1971.
- Spuren des Prometheus. Der Aufstieg der Menschheit zwischen Naturgeschichte und Weltgeschichte. Urania, Leipzig-Jena-Berlin 1975.
- Wikinger und Slawen. Zur Frühgeschichte der Ostseevölker. Akademie-Verlag, Berlin 1982.
- Herausgeber:  Die Slawen in Deutschland. Geschichte und Kultur der slawischen Stämme westlich von Oder und Neiße vom 6. bis 12. Jahrhundert. (= Veröffentlichungen des Zentralinstituts für Alte Geschichte und Archäologie der Akademie der Wissenschaften der DDR, Band 14). Akademie-Verlag, Berlin 1985
- Die Slawen in der Frühgeschichte des deutschen Volkes. Georg-Eckert-Institut für Internationale Schulbuchforschung, Braunschweig 1989.